# Bojanów (Subkarpaten)
Bojanów is een dorp in het Poolse woiwodschap Subkarpaten, in het district Stalowowolski. De plaats maakt deel uit van de gemeente Bojanów en telt 1200 inwoners.